# Поповка (городское поселение Кратово)
Попо́вка — деревня в Раменском городском округе Московской области. Население — 357 чел. (2010).

## География
Деревня Поповка расположена в северной части Раменского района, примерно в 4 км к северо-западу от города Раменское. Высота над уровнем моря 127 м. Рядом с деревней протекает река Хрипань. В деревне 7 улиц. Ближайший населённый пункт — дачный посёлок Кратово.

## Название
Название связано с некалендарным личным именем Поп.

## История
До муниципальной реформы 2006 года Поповка входила в состав Дементьевского сельского округа Раменского района, затем в состав городского поселения Кратово.

## Население
По переписи 2002 года в деревне проживало 182 человека (115 мужчин, 67 женщин).
| 2002 | 2010 |
| ---- | ---- |
| 182  | ↗357 |